# Esmé Mackinnon
Pour les articles homonymes, voir McKinnon.
Esmé Mackinnon, née le 2 décembre 1913 et morte le 9 juillet 1999, est une skieuse alpine britannique membre du Ladies' Ski Club de Mürren.
Elle est la première championne du monde de ski alpin et elle a réalisé le doublé descente-slalom.

## Biographie

### Championnats du monde
| Épreuve / Édition    | Descente | Slalom | Combiné                          |
| -------------------- | -------- | ------ | -------------------------------- |
| Mondiaux 1931 Mürren | Or       | Or     | Épreuve inexistante à cette date |
| Mondiaux 1935 Mürren | 20e      | 10e    | 13e                              |

### Arlberg-Kandahar
- Vainqueur du Kandahar 1933 à Mürren
  - Vainqueur du slalom 1933 à Mürren